# Rigonde
Rigonde ou Rigonthe, née vers 569 et morte après 589, est une princesse mérovingienne, fille de Chilpéric Ier, roi de Neustrie, et de Frédégonde. 

## Biographie
Rigonde est l'aînée des enfants de Chilpéric et de Frédégonde, la seule fille mentionnée par les documents dont nous disposons. Elle naît peu après le mariage de ses parents, Frédégonde étant la troisième épouse de Chilpéric, après la répudiation d'Audovère et l'assassinat de Galswinthe en 568.
Vers 583, elle est fiancée à Recarède, fils aîné de Léovigild, roi des Wisigoths. Son père l'envoie en Espagne et le convoi quitte Paris au mois de juin 584 avec une escorte de 4 000 personnes et un immense trésor à titre de dot. Il traverse Tours, Poitiers, Angoulême, Périgueux, Cahors et parvient au mois de septembre à Toulouse. C'est là qu'arrive la nouvelle de l'assassinat de Chilpéric Ier, qui a eu lieu entre le 27 septembre et le 9 octobre 584. Alors que Rigonde trouve refuge dans le monastère de la Daurade, une partie des soldats chargés de l'escorter disparaît en emportant tout ce qu'elle peut voler, tandis que le duc Didier s'empare du reste. En 585, la princesse est renvoyée à sa mère.
D'après Grégoire de Tours, elle se réfugie auprès de sa mère et se livre à une vie de débauche, se querellant souvent avec Frédégonde qui manque de la tuer en 589.